# Ordalie de Marduk
Pour les articles homonymes, voir Ordalie et Marduk.

L’Ordalie de Marduk est un texte mythologique assyrien, plus précisément un commentaire cultuel, datant probablement du règne de Sennacherib. Il prend la forme d'une série d'explications sur des croyances et pratiques religieuses. Il a été retrouvé en deux versions, dans un état très fragmentaire, sur environ 70 lignes, et certains passages nous sont inconnus. 
Comme son nom l'indique il s'agit d'une ordalie, jugement divin dans lequel Marduk, Bêl dans le texte, a été arrêté et est interrogé par d'autres dieux. Le procès se déroule dans la Maison de l'Akitu, lieu de réunion des dieux lors de la fête du Nouvel an. Les dieux de l'entourage de Bêl se rendent au lieu du procès pour appuyer le dieu : son fils Nabû, qui se déplace depuis sa ville Borsippa, son épouse Zarpanitu, et la déesse Belet-ili. Une bonne partie du texte développe des interprétations théologiques difficiles à comprendre ; un passage implique de l’Épopée de la Création (Enūma eliš) est en fait le récit de l'emprisonnement de Bêl, et qu'il plaide son cas en disant qu'il a agi uniquement pour le bien du dieu Assur. Ce dernier a manifestement un statut supérieur aux autres dieux, en accord avec la théologie assyrienne. Il est présenté comme un dieu primordial, ce qui renvoie à son assimilation au dieu Anshar qui a eu lieu dans la théologie officielle assyrienne. Un passage du texte indique que c'est sous son ordre que le dieu Ninurta a défait le démon Anzu, autre réinterprétation d'un mythe important de la tradition mésopotamienne.
Ce texte représente manifestement les opinions du courant anti-babylonien qui se développe à cette époque en Assyrie, et qui cherche notamment à asseoir la primauté du dieu national Assur sur le dieu babylonien Marduk, dans le contexte de la destruction de Babylone par Sennacherib en 689, et la déportation de la statue de Marduk en Assyrie.